# Aleksander Narymuntowic

Pieczęć Aleksandra Narymuntowica (?)

Aleksander Narymuntowic (ur. ok. 1320, zm. po 1350) – książę litewski na Orechowie (Orieszek) pod Nowogrodem Wielkim (z ramienia ojca Narymunta; odwołany w 1338 w obliczu szwedzkiej agresji), z dynastii Giedyminowiczów. Prawdopodobnie został wzięty do niewoli szwedzkiej w 1348 i nie brał udziału w najeździe litewskim na państwo zakonu krzyżackiego w początkach 1365. Prawdopodobnie przodek rodów kniaziowskich: Rużyńskich i Koporskich.